# Calciatore dell'anno (France Football)
Calciatore francese dell'anno (Joueur français de l'année) è un premio calcistico assegnato dal quotidiano France Football al miglior giocatore francese dell'anno solare.
Inizialmente tale riconoscimento era appannaggio solo dei calciatori che militavano in squadre francesi, mentre a partire dal 1996 possono essere premiati anche i giocatori francesi tesserati da club che non militano in Ligue 1.

## Albo d'oro
- 1959 - Jules Sbroglia,  Angers/ Olympique Lione
- 1960 - Raymond Kopa,  Stade Reims
- 1961 - Khennane Mahi,  Rennes
- 1962 - André Lerond,  Stade Français
- 1963 - Yvon Douis,  Monaco
- 1964 - Marcel Artélésa,  Monaco
- 1965 - Philippe Gondet,  Nantes
- 1966 - Philippe Gondet,  Nantes
- 1967 - Bernard Bosquier,  Saint-Étienne
- 1968 - Bernard Bosquier,  Saint-Étienne
- 1969 - Hervé Revelli,  Saint-Étienne
- 1970 - Georges Carnus,  Saint-Étienne
- 1971 - Georges Carnus,  Saint-Étienne/ Olympique Marsiglia
- 1972 - Marius Trésor,  Ajaccio/ Olympique Marsiglia
- 1973 - Georges Bereta,  Saint-Étienne
- 1974 - Georges Bereta,  Saint-Étienne
- 1975 - Jean-Marc Guillou,  Angers/ Nizza
- 1976 - Michel Platini,  Nancy
- 1977 - Michel Platini,  Nancy
- 1978 - Jean Petit,  Monaco
- 1979 - Maxime Bossis,  Nantes
- 1980 - Jean-François Larios,  Saint-Étienne
- 1981 - Maxime Bossis,  Nantes
- 1982 - Alain Giresse,  Bordeaux
- 1983 - Alain Giresse,  Bordeaux
- 1984 - Jean Tigana,  Bordeaux
- 1985 - Luis Fernández,  Paris Saint-Germain
- 1986 - Manuel Amoros,  Monaco
- 1987 - Alain Giresse,  Olympique Marsiglia
- 1988 - Stéphane Paille,  Sochaux
- 1989 - Jean-Pierre Papin,  Olympique Marsiglia
- 1990 - Laurent Blanc,  Montpellier

- 1991 - Jean-Pierre Papin,  Olympique Marsiglia
- 1992 - Alain Roche,  Auxerre/ Paris Saint-Germain
- 1993 - David Ginola,  Paris Saint-Germain
- 1994 - Bernard Lama,  Paris Saint-Germain
- 1995 - Vincent Guérin,  Paris Saint-Germain
- 1996 - Didier Deschamps,  Juventus
- 1997 - Lilian Thuram,  Parma
- 1998 - Zinédine Zidane,  Juventus
- 1999 - Sylvain Wiltord,  Bordeaux
- 2000 - Thierry Henry,  Arsenal
- 2001 - Patrick Vieira,  Arsenal
- 2002 - Zinédine Zidane,  Real Madrid
- 2003 - Thierry Henry,  Arsenal
- 2004 - Thierry Henry,  Arsenal
- 2005 - Thierry Henry,  Arsenal
- 2006 - Thierry Henry,  Arsenal
- 2007 - Franck Ribéry,  Olympique Marsiglia
- 2008 - Franck Ribéry,  Bayern Monaco
- 2009 - Yoann Gourcuff,  Bordeaux
- 2010 - Samir Nasri,  Arsenal
- 2011 - Karim Benzema,  Real Madrid
- 2012 - Karim Benzema,  Real Madrid
- 2013 - Franck Ribéry,  Bayern Monaco
- 2014 - Karim Benzema,  Real Madrid
- 2015 - Blaise Matuidi,  Paris Saint-Germain
- 2016 - Antoine Griezmann,  Atlético Madrid
- 2017 - N'Golo Kanté,  Chelsea
- 2018 - Kylian Mbappé,  Paris Saint-Germain
- 2019 - Kylian Mbappé,  Paris Saint-Germain
- 2020 - Non assegnato
- 2021 - Karim Benzema,  Real Madrid
- 2022 - Kylian Mbappé,  Paris Saint-Germain